# Жіноча юніорська збірна Данії з хокею із шайбою
Жіноча юніорська збірна Данії з хокею із шайбою — національна жіноча юніорська команда Данії, що представляє країну на міжнародних змаганнях із хокею із шайбою. Командою опікується Хокейний союз Данії.

## Виступи на чемпіонатах світу
| Рік  | І | В | П  | Н | ШЗ | ШП | О  | Місце                              |
| ---- | - | - | -- | - | -- | -- | -- | ---------------------------------- |
| 2015 | 5 | 5 | 0  | 0 | 29 | 2  | 15 | 1 місце (Дивізіон І, кваліфікація) |
| 2016 | 5 | 0 | 5  | 0 | 2  | 20 | 0  | 6 місце (Дивізіон І)               |
| 2017 | 5 | 4 | 1  | 0 | 15 | 7  | 12 | 2 місце (Дивізіон ІВ)              |
| 2018 | 5 | 5 | 0  | 0 | 15 | 30 | 3  | 1 місце (Дивізіон ІВ)              |
| 2019 | 5 | 1 | 4  | 0 | 9  | 15 | 4  | 5 місце (Дивізіон ІА)              |
| 2020 | 5 | 0 | 5  | 0 | 5  | 20 | 1  | 6 місце (Дивізіон ІА)              |
| 2022 | 4 | 1 | 3  | 0 | 7  | 7  | 3  | 5 місце (Дивізіон ІВ)              |
| 2023 | 4 | 4 | 0  | 0 | 19 | 3  | 12 | 1 місце (Дивізіон ІВ)              |
| 2024 | 5 | 0 | 5^ | 0 | 6  | 18 | 1  | 6 місце (Дивізіон ІА)              |
| 2025 | 5 | 5 | 0  | 0 | 27 | 2  | 15 | 1 місце (Дивізіон ІВ)              |